# Ziglipton marieae
Ziglipton marieae är en skalbaggsart som beskrevs av Komiya 2003. Ziglipton marieae ingår i släktet Ziglipton och familjen långhorningar.
Artens utbredningsområde är Filippinerna. Inga underarter finns listade i Catalogue of Life.